# Anthribus
Anthribus es un género de coleópteros polífagos de la familia Anthribidae. Contiene las siguientes especies:

## Especies
- Anthribus fasciatus
- Anthribus kuwanai
- Anthribus nebulosus
- Anthribus niveovariegatus
- Anthribus scapularis
- Anthribus subroseus